# CSX Transportation
Pour les articles homonymes, voir CSX.
 (juillet 2019).
CSX Transportation est une importante compagnie de chemins de fer américaine qui travaille principalement sur la façade orientale des États-Unis et du Canada. Les autres grandes sociétés de la région sont Norfolk Southern Railway, Canadian National Railway et le Canadien Pacifique.
CSX a été formée le 1er juillet 1986 à la suite de la fusion de Seaboard System Railroad et de Chessie System. Seaboard System était lui-même né de la fusion de plusieurs compagnies dont Seaboard Air Line Railroad et Louisville and Nashville Railroad. Le 31 août 1987, la Chesapeake and Ohio Railway qui avait absorbé la Baltimore and Ohio Railroad en avril de la même année fusionna également avec la société.
CSX Transportation (identifié par les lettres CSXT) exploite une compagnie de chemin de fer américaine de classe I connue sous le nom de CSX Railroad, possédée par CSX Corporation. La compagnie a son siège social à Jacksonville en Floride, et possède environ 33 790 km de voies. CSX exploite une des trois compagnies desservant principalement la côte est ; ses deux autres concurrents étant Norfolk Southern Railway et Canadian Pacific Railway.
CSX dessert également les provinces canadiennes de l'Ontario et du Québec.
CSX Corporation est la société mère de plusieurs filiales directes ou indirectes totalement contrôlées, incluant : CSX Intermodal, Inc. ; CSX Real Property, Inc. ; CSX Technology, Inc. ; CSX Transportation, Inc. ; Total Distribution Services, Inc., et TRANSFLO Corporation. Chaque filiale est une compagnie distincte. Le chemin de fer est connu sous le nom de CSX Railroad.
« CSX », « CSXT », ou « CSX Transportation » font référence à CSX Transportation Inc., et « CSX Corp. » ou « CSX Corporation » font référence à CSX Corporation. CSX Corporation autorise l'usage de la marque CSX pour désigner CSX Transportation, Inc., et toutes autres filiales de CSX Corporation.

## Histoire
Le 1er juillet 1967, Seaboard Air Line Railroad (surnommé Seaboard) fusionna avec son rival de toujours, Atlantic Coast Line Railroad (appelé Coast Line), pour constituer Seaboard Coast Line Railroad. En 1972, Seaboard Coast Line et le Louisville & Nashville Railroad commencèrent à utiliser la marque Family Lines System en incluant aussi leurs filiales : Georgia Railroad, Atlanta & West Point Railroad, Clinchfield Railroad et Western Railway of Alabama. Mais sous une peinture et un logo commun, ces compagnies continuèrent d'opérer séparément. Le 29 décembre 1982, SCL, L&N ainsi que les autres petites compagnies intégrées au Family Lines System (Georgia Railroad, Atlanta & West Point Railroad, Clinchfield Railroad et Western Railway of Alabama), fusionnèrent pour donner naissance à Seaboard System Railroad SBD. Les machines reçurent la nouvelle livrée Seaboard System.
En février 1963, Chesapeake & Ohio Railroad (C&O) prit le contrôle du B&O. En 1973, le C&O gagna le contrôle de Western Maryland Railway, et le 26 février 1973, il créa le Chessie System pour regrouper le C&O, le B&O et le WM. Le 1er mai 1983, le B&O fusionna avec le WM. Le 30 avril 1987, le C&O absorba le B&O.
Le 1er novembre 1980, les deux holdings Chessie System et Seaboard Coast Line Industries fusionnèrent en une seule et unique holding appelée CSX Corporation. Le C symbolisait Chessie, et le S Seaboard; mais comme CSC était déjà pris par une entreprise de poids lourds de Virginia, ainsi que CSM (M pour merger), il fut choisi CSX dont le X symbole de multiplication signifiait « ensemble nous sommes plus fort ». CSX pilota la longue et délicate fusion des deux gros réseaux ferrés constitués par Chessie System et Seaboard System.
Le CSX Transportation fut créé le 1er juillet 1986 pour absorber le jour même le Seaboard System SBD. Le T fut ajouté pour que la marque puisse être enregistrée correctement; car seule une compagnie non ferroviaire avait le droit d'utiliser comme initiale le X en dernière lettre. Puis le CSXT dut attendre le 31 août 1987 pour absorber le C&O. 
Le 23 juin 1997, le NS et le CSXT s'unirent pour reprendre les 17600 km du réseau de Conrail (CR), lequel avait été créé en 1976 par le gouvernement pour fusionner plusieurs compagnies en faillite. Le 22 août 1998, le NS racheta 58 % du CR (ex réseau du PRR) et le CSX 42 %. Le CSXT récupéra ainsi  6080 km de voies correspondant à l'ex réseau du NYC, et commença son exploitation le 1er juin 1999. 
Le CSXT dessert actuellement la plupart des États de l'est des États-Unis, ainsi que quelques routes vers des villes canadiennes. De nombreux petits réseaux sont en connexion avec CSX en particulier les réseaux du groupe Pinsly : Florida Central, Florida Midland et Florida Northern

## Divisions de CSX
La compagnie a décomposé son réseau en une région nord et une région sud. Chaque région est décomposée en 5 divisions.
Région Nord
- Great Lakes Division
- Chicago Division
- Albany Division
- Baltimore Division
- Louisville Division

Région Sud
- Atlanta Division
- Huntington Division
- Nashville Division
- Florence Division
- Jacksonville Division

## Unit trains
Le CSX exploite les fameux Juice Trains n°Q740 et Q741, transportant le jus d'orange frais Tropicana entre Bradenton (Florida), et les centres de distribution de Greenville (New Jersey) et Cincinnati (Ohio). Le Juice Train du CSX a récemment été récompensé pour sa modernité et sa capacité à concurrencer les transporteurs routiers pour les denrées périssables. Le CSX exploite quotidiennement les trains de déchets n°Q706/Q707 et Q702/Q703 constitués d'environ 50 wagons chacun et évacuant les déchets de New York City vers la Floride.

## Locomotives et livrées
Le CSX possède des GE AC6000CW (en) et AC6000CW (en), mais aussi des EMD SD80MAC, SD70MAC, SD40-2 (en majorité des ex Conrail), et même des GP40-2 (en). La première livrée CSX apparut en 1986 sur les ex machines du SBD. En 1987, 75 % des machines de l'ex Chessie System avaient la livrée Chessie. Bien que CSX ait attribué les numéros pour la première génération de diesel, beaucoup de machines ne furent jamais peintes ou renumérotées. Plus tard CSX décida de ne pas repeindre toute sa flotte de diesel de seconde génération car la réforme était proche. Certain reçurent la livrée noire et orange réservée pour la maintenance des voies. 
Actuellement très peu de machines ont la livrée Chessie et encore moins la bleue et jaune de la période C&O/B&O. La livrée courante est bleue et or. Depuis 2002, une nouvelle livrée YN3 est appliquée sur plus de 1000 locomotives.

## Principaux dépôts

### États-Unis

#### Alabama
- Birmingham

#### Caroline du Nord
- Hamlet

#### Géorgie
- Atlanta
- Waycross

#### Indiana
- Avon

#### Kentucky
- Louisville
- Russell

#### Maryland
- Cumberland

#### New York
- Buffalo
- Selkirk

#### Ohio
- Cincinnati
- Toledo
- Willard

#### Tennessee
- Nashville

### Canada

#### Québec
- Salaberry-de-Valleyfield